# Alexander Calder
Alexander Calder (sinh ngày 22 tháng 7 năm 1898 - mất ngày 11 tháng 11 năm 1976) là một nghệ sĩ điêu khắc người Mỹ và là nghệ sĩ nổi tiếng nhất trong việc phát minh ra các tác phẩm điêu khắc chuyển động. Ngoài các tác phẩm điêu khắc chuyển động và bất động, Alexander Calder còn sáng tạo những bức tranh, đồ họa độc lập, đồ chơi, tấm thảm, trang sức và đồ dùng gia đình.

## Thời thơ ấu
Alexander "Sandy" Calder sinh ra ở Lawnton, Pennsylvania, vào ngày 22 tháng 7 năm 1898. Cha ông, Alexander Stirling Calder, là một nhà điêu khắc nổi tiếng đã sáng tạo ra rất nhiều tác phẩm sắp đặt, và hầu hết chúng ở Philadelphia. Ông Calder, nhà điêu khắc Alexander Milne Calder, được sinh ra ở Scotland và di cư đến Philadelphia vào năm 1868. Ông được biết đến với bức tượng William Penn khổng lồ trên đỉnh của tòa thị chính ở Philadelphia. Mẹ Calder, Nanette Lederer Calder, là một họa sĩ vẽ chân dung chuyên nghiệp, học tại Học viện Julian và trường The Sorbonne tại Paris từ năm 1888 tới năm 1893. Sau đó bà chuyển tới Philadelphia và gặp Alexander Stirling Calder, lúc đó đang học tại Học viện Mỹ thuật Pennsylvania. Cha mẹ Calder kết hôn vào ngày 22 tháng 2 năm 1895. Chị ông là Margaret "Peggy" Calder, sinh năm 1896. Sau khi kết hôn, tên bà là Margaret Calder Hayes, là một người đóng góp cho sự phát triển của Bảo tàng Nghệ thuật UC Berkeley.
Năm 1902, Calder đã bắt chước theo tác phẩm điêu khắc The Man Club của cha ông, hiện nay tác phẩm trên được đặt tại Bảo tàng nghệ thuật Metropolitan - thành phố New York. Cũng vào năm đó, ông đã hoàn thành tác phẩm điêu khắc đầu tiên của mình, một con voi làm bằng đất sét. Ba năm sau, Stirling Calder bị mắc bệnh lao và cha mẹ ông chuyển đến một trang trại ở Oracle, Arizona, để những đứa con cho gia đình một người bạn chăm sóc khoảng một năm. Những đứa trẻ được đoàn tụ với cha mẹ vào tháng 3 năm 1906 và ở lại trang trại ở Arizona cho đến mùa thu năm đó.
Sau đó, gia đình Calder chuyển đến sống ở Pasadena, California. Tầng hầm có cửa sổ trở thành xưởng điêu khắc đầu tiên của Calder ông cũng được nhận những công cụ đầu tiên cho nghề điêu khắc. Ông đã sử dụng dây đồng phế liệu ông tìm thấy trong các đường phố để làm đồ trang sức và hạt cho búp bê của em gái mình. Ngày 01 tháng 1 năm 1907, mẹ của Calder đưa ông đến tham gia Cuộc diễu hành của hoa (Tournament of Roses Parade)- một lễ hội hoa nổi tại Pasadena, nơi ông được quan sát một cuộc đua xe ngựa, phong cách của sự kiện trên sau này đã trở thành phần kết thúc của chương trình xiếc dây Calder.

## Gallery

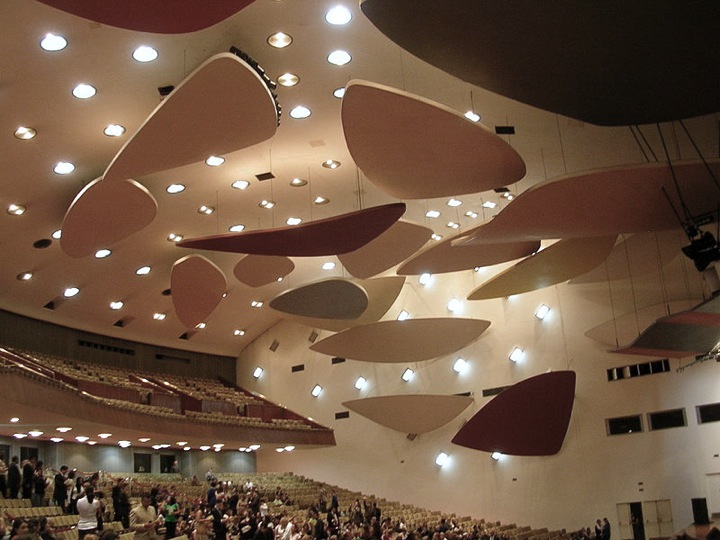
Acoustic Ceiling 1953, in the Central University of Venezuela.
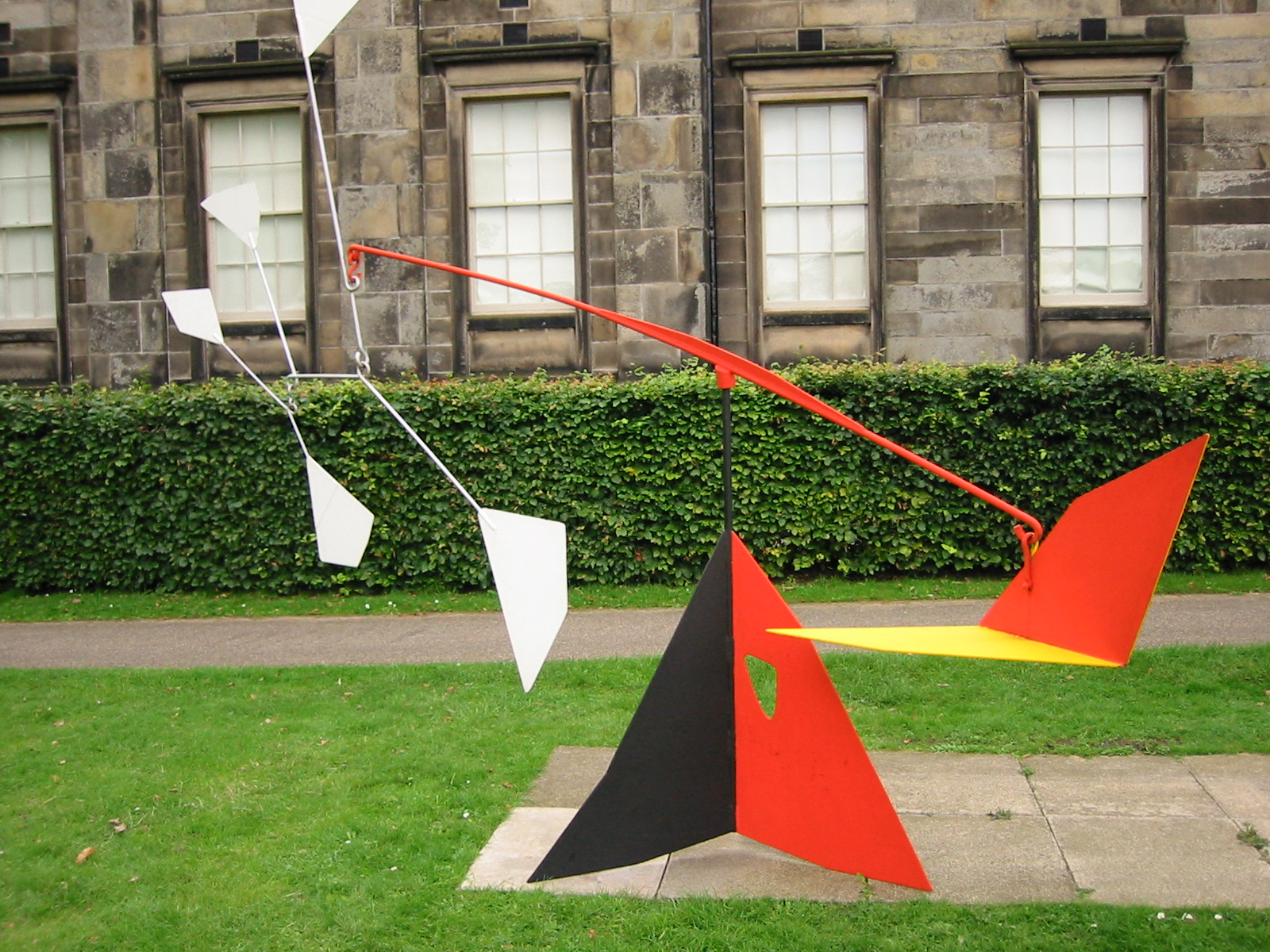
The Empennage 1953, Scottish National Gallery of Modern Art.
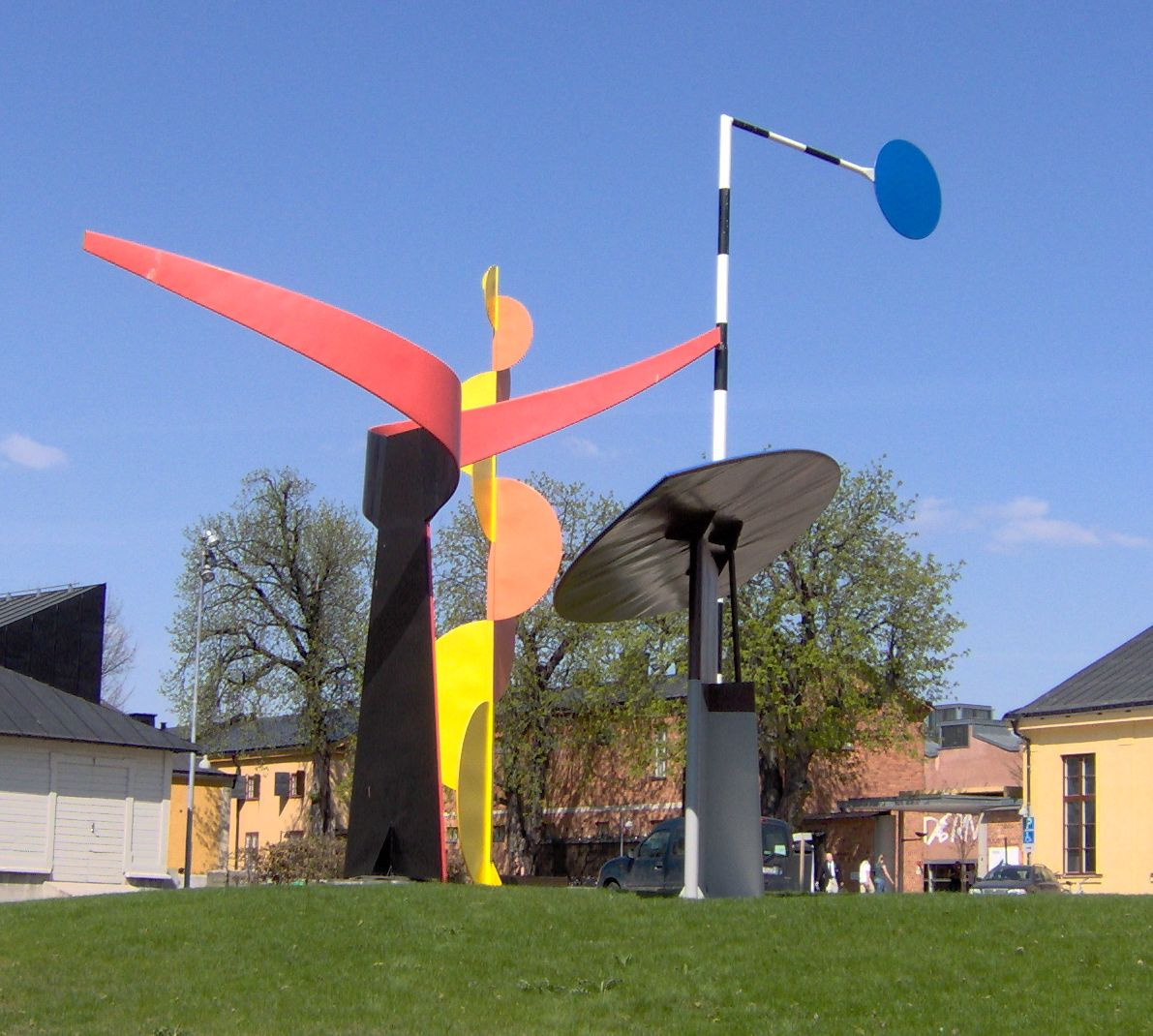
The Four Elements 1961, Stockholm.
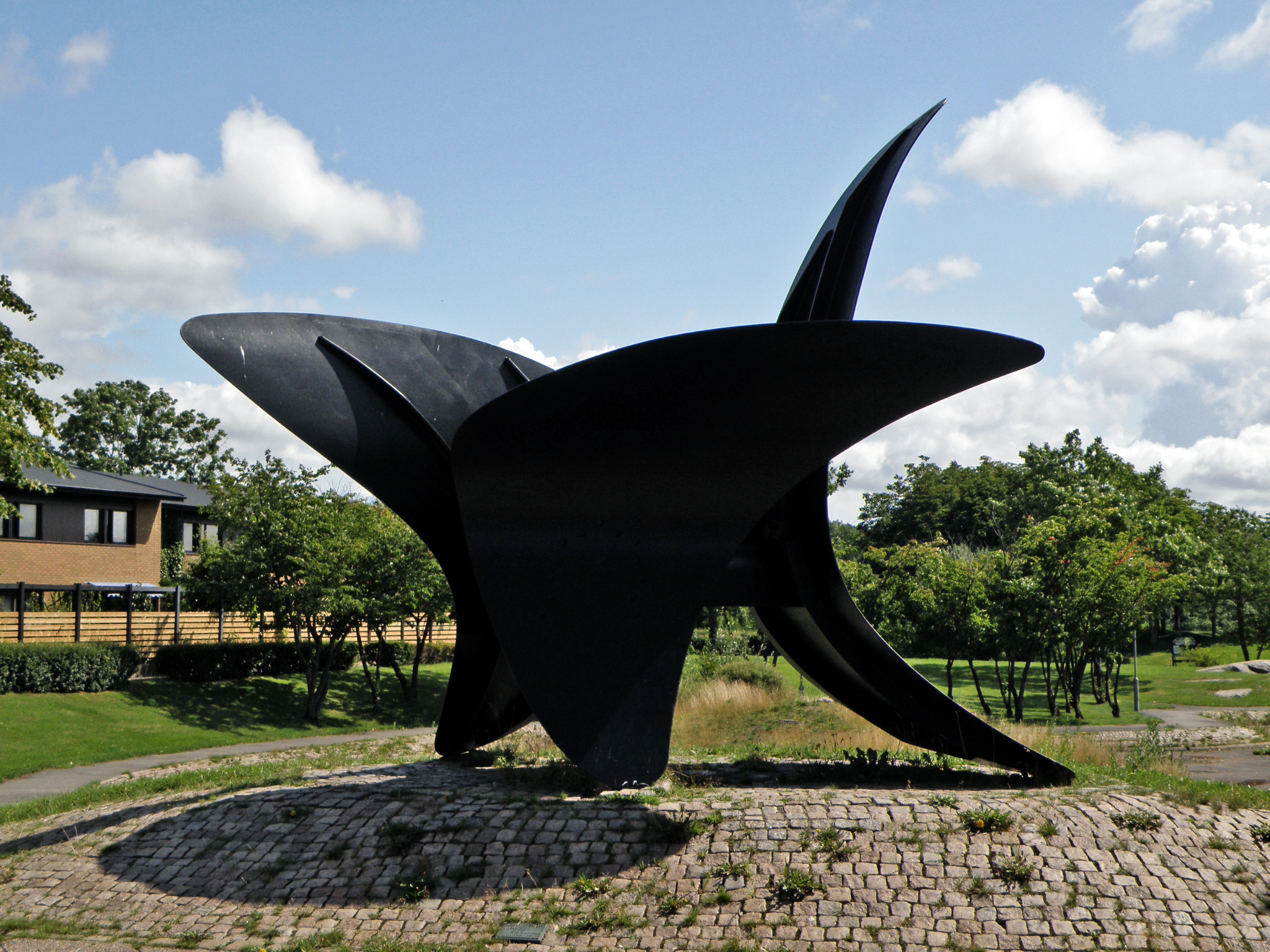
The Three Wings 1967, Gothenburg Sweden.
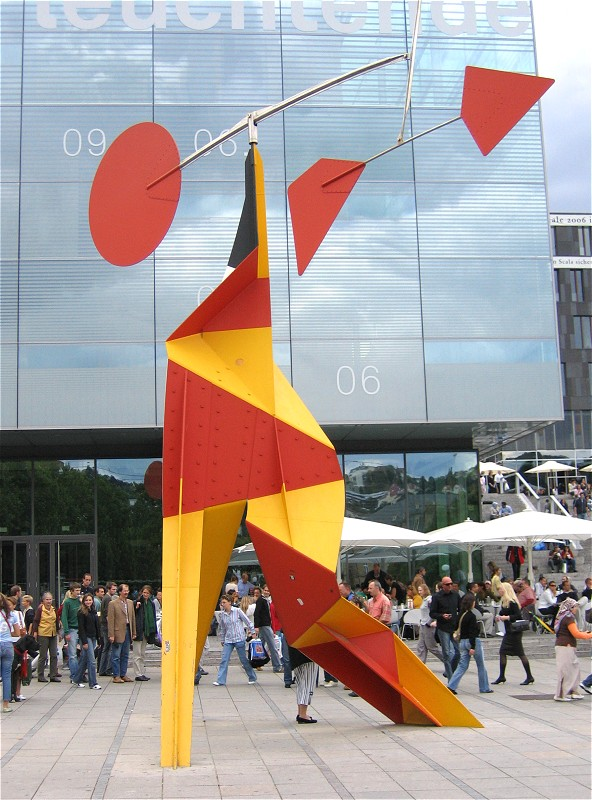
Crinkly with Red Disk 1973, Stuttgart.
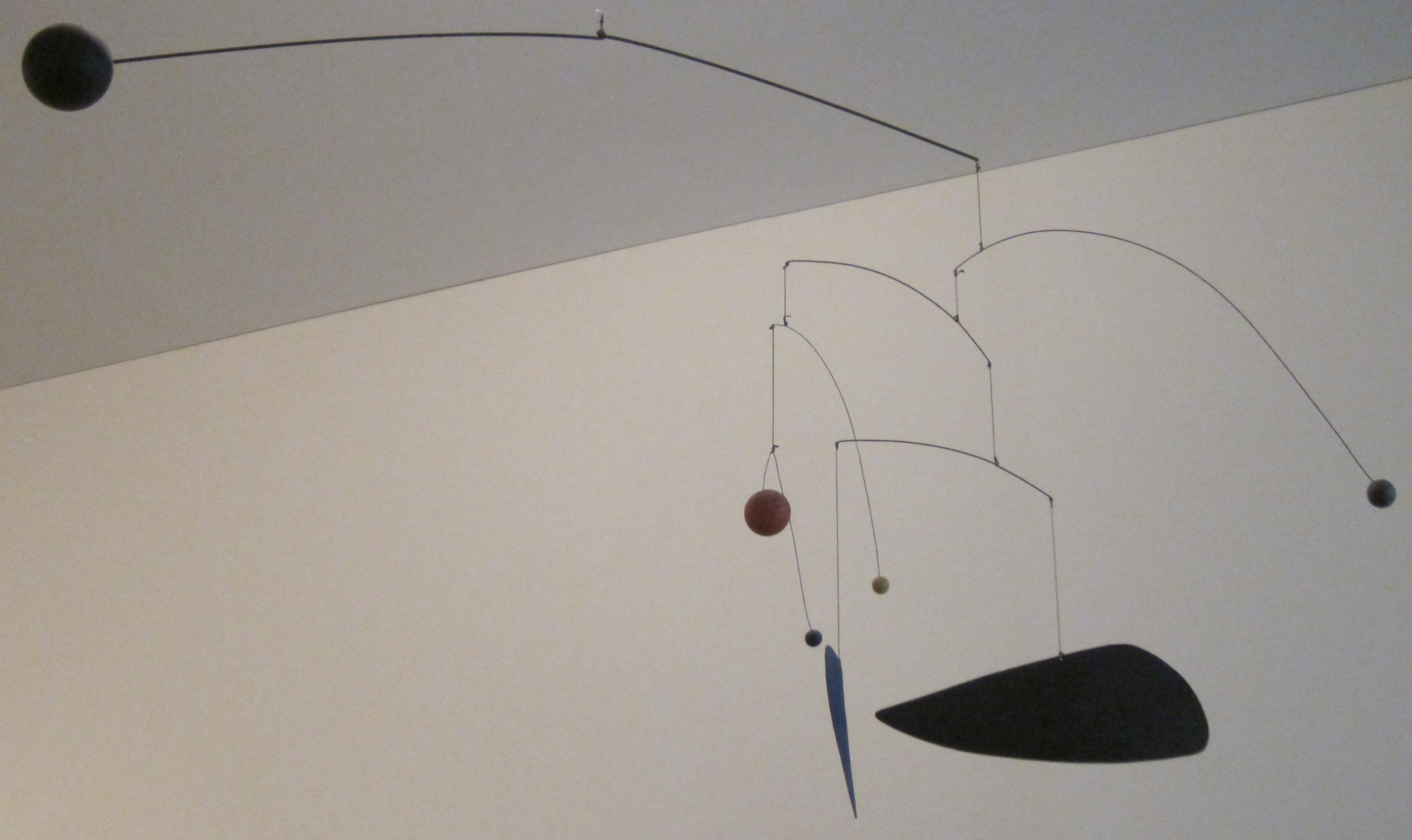
Mobile, 1932.